# Boyes River
Boyes River är ett vattendrag i Australien. Det ligger i delstaten Tasmanien, i den sydöstra delen av landet, omkring 92 kilometer väster om delstatshuvudstaden Hobart.
I omgivningarna runt Boyes River växer i huvudsak städsegrön lövskog. Trakten runt Boyes River är nära nog obefolkad, med mindre än två invånare per kvadratkilometer. Genomsnittlig årsnederbörd är 1 573 millimeter. Den regnigaste månaden är september, med i genomsnitt 197 mm nederbörd, och den torraste är februari, med 62 mm nederbörd.